# دينيز باروت
دينيز باروت (بالتركية: Deniz Barut)‏ من مواليد 29 مارس 1983، هي ممثلة تركية، تعمل في التمثيل منذ عام 1997.  

## رابط خارجي
- دينيز باروت في قاعدة بيانات الأفلام على الإنترنت
- دينيز باروت على إنستغرام